# Carlos de Salamanca
Don Carlos de Salamanca y Hurtado de Zaldívar, marquis de Salamanque (troisième du nom) et comte des Llanos, vicomte de BahíaHonda et Grand d'Espagne, est un ancien pilote automobile espagnol et homme d'affaires.

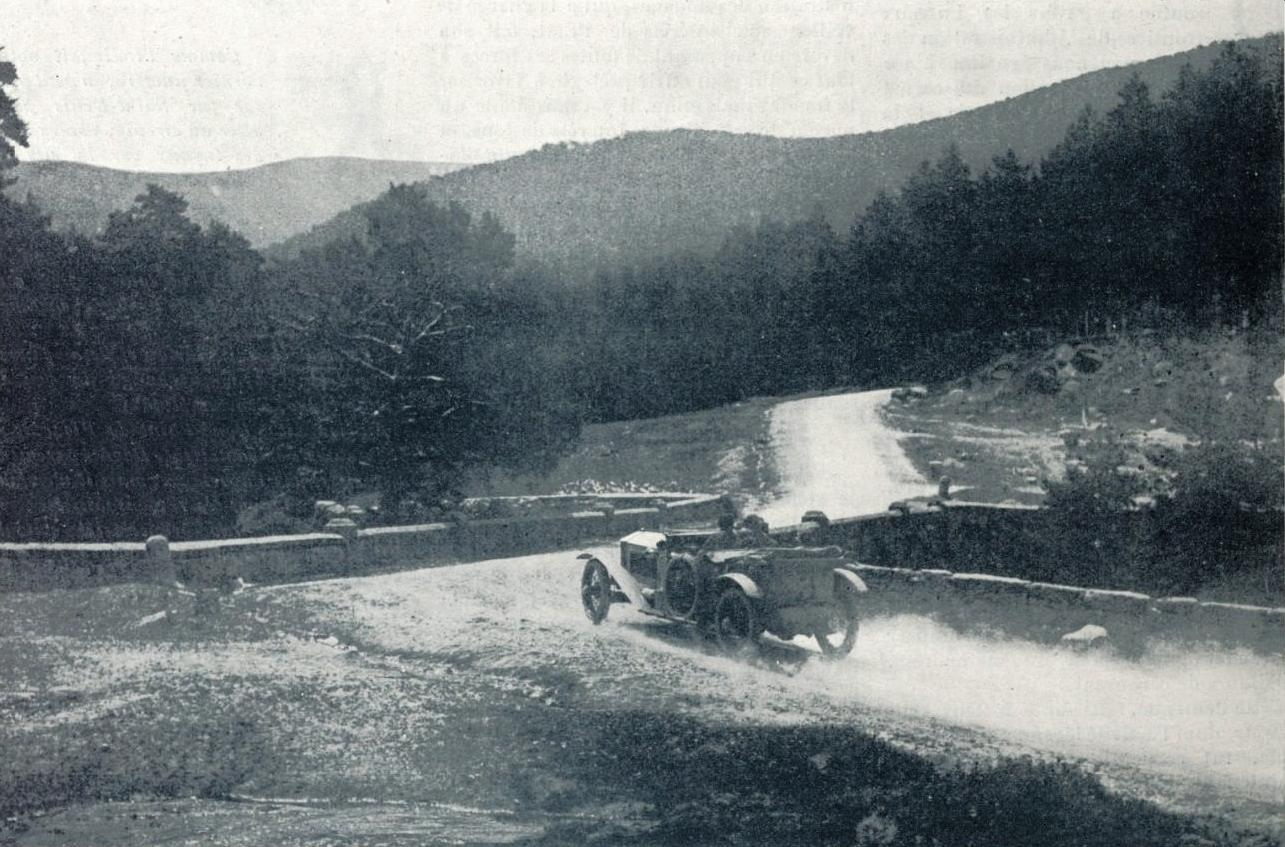
Carlos de Salamanca sur Rolls Royce, vainqueur du Circuit de Guadarrama en juin 1913 (le premier Grand Prix d'Espagne, pour voitures de Tourisme).

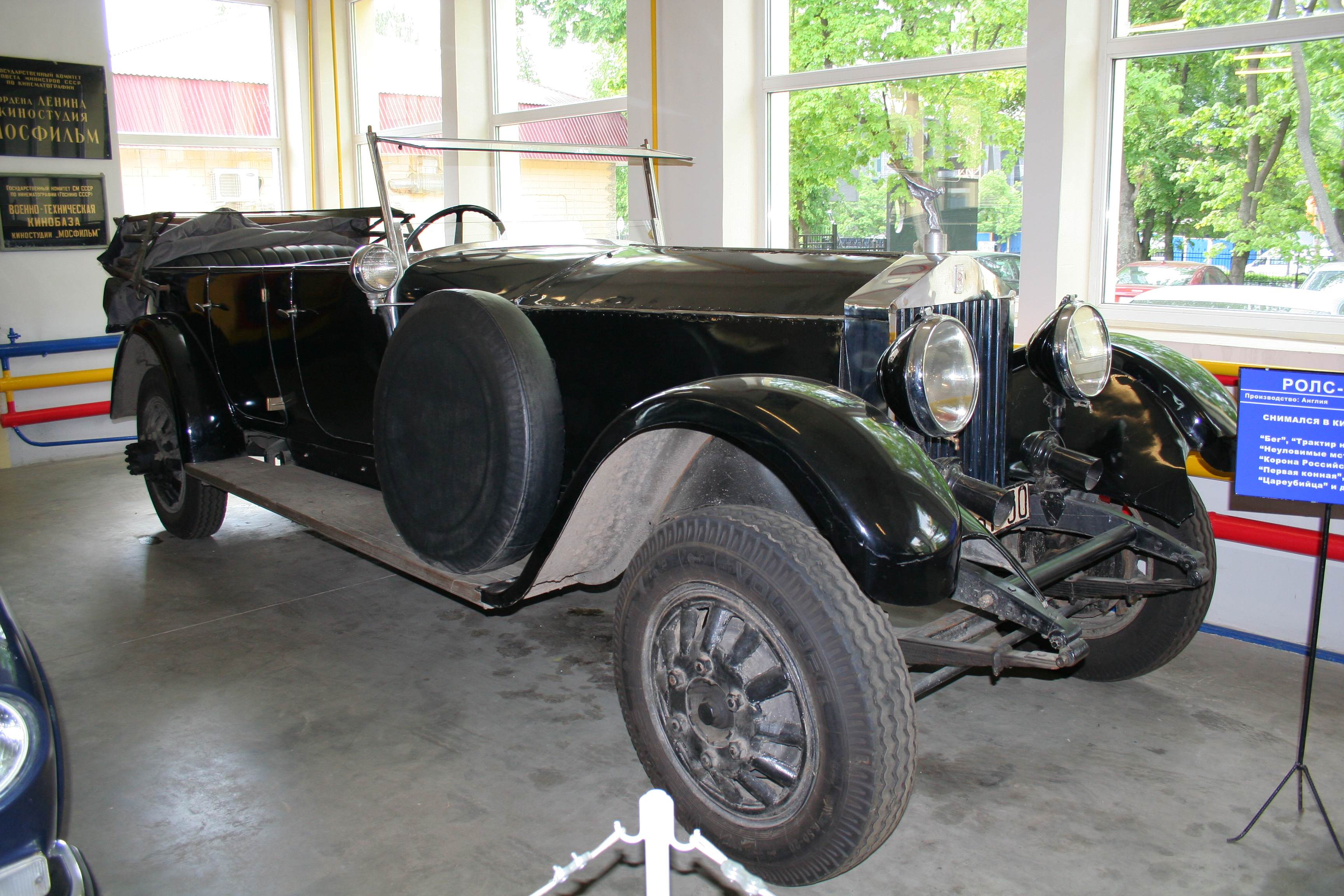
Rolls Royce de 1913.

## Biographie
Importateur madrilène entre autres de la marque Rolls-Royce, le premier dans la péninsule Ibérique à compter de 1907, il remporta le premier Grand Prix dit d'Espagne un 13 juin près de Madrid, en 1913 sur la route de Valladolid en partant de Real Sitio de San Ildefonso pour un parcours routier de trois tours et de 309 kilomètres passant par les monts de Navacerrada (Sierra de Guadarrama) et se terminant à l'Alto del Leon hill, organisé par le Real Automovil Club de España (es), ou RACE (couvert en 3 h 34 min 12 s). La course était de tourisme et à handicap (avec modèles à quatre places pour tous), capots scellés et sans assistance.
De Salamanca importa également sous le nom de Salamanca à la création de son entreprise la marque française de voitures en bois à assembler soi-même Malicet-Blin (en).
Ami de Sir Henry Royce et de son pilote essayeur Eric Platford (troisième arrivé au terme de l'épreuve de 1913, à bord d'un autre véhicule RR du marquis), il était le petit-fils de José de Salamanca, premier du nom, et sa société perdure toujours, encore orientée dans le secteur de la distribution espagnole de voitures de luxe (commercialisant aussi des véhicules Peugeot).
Pour célébrer le centenaire de la course, Rolls-Royce ajouta à son catalogue un « bleu de Salamanque » pour sa Wraith.
À Deauville, il fait construire la villa Camélia, désormais propriété du cheikh Mohammed ben Rachid Al Maktoum.